# Big Yirkie Lake
Big Yirkie Lake är en sjö i Kanada.   Den ligger i countyt Lennox and Addington County och provinsen Ontario, i den sydöstra delen av landet, 130 km väster om huvudstaden Ottawa. Big Yirkie Lake ligger 387 meter över havet. Arean är 0,25 kvadratkilometer. Den sträcker sig 0,9 kilometer i nord-sydlig riktning, och 0,7 kilometer i öst-västlig riktning.
I omgivningarna runt Big Yirkie Lake växer i huvudsak blandskog. Trakten runt Big Yirkie Lake är nära nog obefolkad, med mindre än två invånare per kvadratkilometer.